# أكسفورد (آيوا)
أكسفورد (بالإنجليزية: Oxford, Iowa)‏ هي مدينة تقع في ولاية آيوا في الولايات المتحدة. تبلغ مساحة هذه المدينة 2.36 (كم²)، وترتفع عن سطح البحر 229 م، بلغ عدد سكانها 807 نسمة في عام 2012 حسب إحصاء مكتب تعداد الولايات المتحدة.

## التركيبة السكانية
قام مكتب تعداد الولايات المتحدة بتحديد بيانات التركيبة السكانية لأكسفورد في تعداد الولايات المتحدة. في ما يلي، التركيبة السكانية حسب تعدادي 2000 و2010.

### تعداد عام 2000
بلغ عدد سكان أكسفورد 705 نسمة بحسب تعداد عام 2000، وبلغ عدد الأسر 279 أسرة وعدد العائلات 189 عائلة مقيمة في المدينة. في حين سجلت الكثافة السكانية 1,346.3 نسمة لكل ميل مربع (519.8/كم2). وبلغ عدد الوحدات السكنية 286 وحدة بمتوسط كثافة قدره 546.2 نسمة لكل ميل مربع (210.9/كم2).
وتوزع التركيب العرقي للمدينة بنسبة 98.44% من البيض و 0.14% من الأمريكيين الأصليين و 0.71% من الأمريكيين ذوي الأصول الآسيوية و 0.71% من عرقين مختلطين أو أكثر.
بلغ عدد الأسر 279 أسرة كانت نسبة 34.1% منها لديها أطفال تحت سن الثامنة عشر تعيش معهم، وبلغت نسبة الأزواج القاطنين مع بعضهم البعض 54.8% من أصل المجموع الكلي للأسر، ونسبة 8.6% من الأسر كان لديها معيلات من الإناث دون وجود شريك، وكانت نسبة 31.9% من غير العائلات. تألفت نسبة 28.0% من أصل جميع الأسر من أفراد ونسبة 10.0% كانوا يعيش معهم شخص وحيد يبلغ من العمر 65 عاماً فما فوق. وبلغ متوسط حجم الأسرة المعيشية 3.09، أما متوسط حجم العائلات فبلغ 2.53.
بلغ العمر الوسطي للسكان 36 عاماً. وكانت نسبة 27.8% من القاطنين تحت سن الثامنة عشر، وكانت نسبة 7.5% بين الثامنة عشر والأربعة وعشرون عاماً، ونسبة 30.9% كانت واقعةً في الفئة العمرية ما بين الخامسة والعشرون حتى والأربعة وأربعون عاماً، ونسبة 22.1% كانت ما بين الخامسة والأربعون حتى الرابعة والستون، ونسبة 11.6% كانت ضمن فئة الخامسة والستون عاماً فما فوق. يوجد لكل 100 أنثى 98.0 ذكر، ويوجد لكل 100 أنثى في الثامنة عشر من عمرها فما فوق 93.5 ذكر.
بلغ متوسط دخل الأسرة في المدينة 37,292 دولار، أما متوسط دخل العائلة فبلغ 48,750 دولار. وكان متوسط دخل الذكور 31,029 دولار مقابل 27,500 دولار للإناث. وسجل دخل الفرد الخاص بالمدينة 18,335 دولار. وكانت نسبة 3.2% من العائلات ونسبة 3.6% من السكان تحت خط الفقر، ولا أحد منهم تحت سن الثامنة عشر ونسبة 5.3% في الخامسة والستين من العمر وما فوق.

### تعداد عام 2010
بلغ عدد سكان أكسفورد 807 نسمة بحسب تعداد عام 2010، وبلغ عدد الأسر 336 أسرة وعدد العائلات 216 عائلة مقيمة في المدينة. في حين سجلت الكثافة السكانية 886.8 نسمة لكل ميل مربع (342.4/كم2). وبلغ عدد الوحدات السكنية 350 وحدة بمتوسط كثافة قدره 384.6 لكل ميل مربع (148.5/كم2).
وتوزع التركيب العرقي للمدينة بنسبة 92.9% من البيض و 1.5% من الأمريكيين ذوي الأصول الآسيوية و 3.3% من الأمريكيين الأفارقة و 2.1% من عرقين مختلطين أو أكثر.
بلغ عدد الأسر 336 أسرة كانت نسبة 34.5% منها لديها أطفال تحت سن الثامنة عشر تعيش معهم، وبلغت نسبة الأزواج القاطنين مع بعضهم البعض 45.5% من أصل المجموع الكلي للأسر، ونسبة 14.6% من الأسر كان لديها معيلات من الإناث دون وجود شريك، بينما كانت نسبة 4.2% من الأسر لديها معيلون من الذكور دون وجود شريكة وكانت نسبة 35.7% من غير العائلات. تألفت نسبة 30.1% من أصل جميع الأسر من أفراد ونسبة 11.6% كانوا يعيش معهم شخص وحيد يبلغ من العمر 65 عاماً فما فوق. وبلغ متوسط حجم الأسرة المعيشية 2.99، أما متوسط حجم العائلات فبلغ 2.40.
بلغ العمر الوسطي للسكان 35.5 عاماً. وكانت نسبة 28.4% من القاطنين تحت سن الثامنة عشر، وكانت نسبة 6.4% بين الثامنة عشر والأربعة وعشرون عاماً، ونسبة 27.2% كانت واقعةً في الفئة العمرية ما بين الخامسة والعشرون حتى والأربعة وأربعون عاماً، ونسبة 26.4% كانت ما بين الخامسة والأربعون حتى الرابعة والستون، ونسبة 11.5% كانت ضمن فئة الخامسة والستون عاماً فما فوق. وتوزع التركيب الجنسي للسكان بنسبة 48.2% ذكور و51.8% إناث.